# Jávorka Ádám
Jávorka Ádám (Nagykosztolány, 1683 v. 1684 – Jaroszló, Galícia, 1747. augusztus 19.) kuruc hadnagy, francia alezredes, lengyel ezredes.

## Élete
A Nagyszombati Egyetem hallgatójaként csatlakozott  Rákóczihoz 1704-ben. 1708-ban hadnagynak nevezték ki, Ocskay László, majd Géczy Gábor lovasezredében szolgált. Nevéhez fűződik, 1710-ben az árulóvá lett Ocskay László elfogása. A kurucok nem hagyták megtorlás nélkül Ocskay árulását és egykori tisztjei megesküdtek, hogy elfogják és megbüntetik, ezért Jávorka Ádám vezetésével 1710. január 1-jén, a szilveszteri mulatságból éppen hazafelé tartó Ocskayt a Verbó és Ocskó közötti útszakaszon elfogták és Érsekújvárba hurcolták, ahol Ocskayt fejvesztésre ítélték és kivégezték.
1711 őszén, a szatmári béke után Lengyelországból titokban hazajött, hogy újabb felkelést szervezzen. Elfogták, de 1712-ben megszökött a börtönből, és visszatért Lengyelországba.
1713-ban orosz katonai szolgálatba állt, majd 1716-ban Rodostóba ment. 1721-ben mint őrnagy lépett be Bercsényi László Ignác francia huszárezredébe, és hamarosan alezredessé léptették elő. 1724-ben visszatért Rodostóba, és Rákóczi főlovászmestere lett. 1724–25-ben diplomáciai küldetésben Sobieski herceghez és I. Péter orosz cárhoz küldte a fejedelem. 1735-től Lesczynski Szaniszló lengyel trónkövetelő hadseregében ezredes, majd Czartoryski Ádám herceg jószágkormányzója Galíciában. Ilyvóban megtalálta a gróf Forgách Simon és Zsigmond halála óta eltűnt Rákóczi-levéltárat.
Ezt 1747. február 1-jén Skolie határszéli (galíciai) városban a gróf Forgách-család küldötteinek átadta, és így az utókor számára megmentette.